# Австрия на зимних Олимпийских играх 2014
Австрия принимала участие в зимних Олимпийских играх 2014 года, которые проходили в Сочи (Россия) с 7 по 23 февраля, где её представляли 132 спортсмена во всех видах спорта за исключением кёрлинга. Австрийская делегация впервые была представлена столь многочисленно на Олимпийских играх. Первоначально на церемонии открытия Олимпийских игр флаг Австрии должен был нести горнолыжник Бенджамин Райх, но решил отложить свой приезд в Сочи и пропустить церемонию. Его заменил двоеборец Марио Штехер. На церемонии закрытия флаг Австрии доверили нести сноубордистке, олимпийской чемпионке игр в Сочи, Юлии Дуймовиц.
Зимние Олимпийские игры 2014 для Австрии практически повторили результат предыдущих зимних игр — было завоёвано 4 золотые, 8 серебряных и 5 бронзовых медалей. В неофициальном медальном зачёте Австрия также как и на играх в Ванкувере заняла 9-е место. 23 февраля стало известно, что лыжник Йоханнес Дюрр был отстранён от участия в зимних Олимпийских игр после того, как в его допинг-пробе был обнаружен запрещённый препарат — эритропоэтин.

## Медали
| Золото  |                                                                   |                                                             |            |
| №       | Спортсмены                                                        | Вид спорта (дисциплина)                                     | Дата       |
| 1       | Маттиас Майер                                                     | Горнолыжный спорт (мужчины, скоростной спуск)               | 9 февраля  |
| 2       | Анна Феннингер                                                    | Горнолыжный спорт (женщины, супергигант)                    | 15 февраля |
| 3       | Юлия Дуймовиц                                                     | Сноуборд (женщины, параллельный слалом)                     | 22 февраля |
| 4       | Марио Матт                                                        | Горнолыжный спорт (мужчины, слалом)                         | 22 февраля |
| Серебро |                                                                   |                                                             |            |
| №       | Спортсмены                                                        | Вид спорта (дисциплина)                                     | Дата       |
| 1       | Доминик Ландертингер                                              | Биатлон (мужчины, спринт)                                   | 8 февраля  |
| 2       | Николь Хосп                                                       | Горнолыжный спорт (женщины, суперкомбинация)                | 10 февраля |
| 3       | Даниэла Ирашко-Штольц                                             | Прыжки на лыжах с трамплина (женщины, нормальный трамплин)  | 11 февраля |
| 4       | Андреас Лингер Вольфганг Лингер                                   | Санный спорт (мужчины, двойки)                              | 12 февраля |
| 5       | Михаэль Хайбёк Томас Моргенштерн Томас Дитхарт Грегор Шлиренцауэр | Прыжки на лыжах с трамплина (большой трамплин среди команд) | 17 февраля |
| 6       | Анна Феннингер                                                    | Горнолыжный спорт (женщины, гигантский слалом)              | 18 февраля |
| 7       | Марлис Шильд                                                      | Горнолыжный спорт (женщины, слалом)                         | 21 февраля |
| 8       | Марсель Хиршер                                                    | Горнолыжный спорт (мужчины, слалом)                         | 22 февраля |
| Бронза  |                                                                   |                                                             |            |
| №       | Спортсмены                                                        | Вид спорта (дисциплина)                                     | Дата       |
| 1       | Николь Хосп                                                       | Горнолыжный спорт (женщины, супергигант)                    | 15 февраля |
| 2       | Лукас Клапфер Кристоф Билер Марио Штехер Бернхард Грубер          | Лыжное двоеборье (эстафета)                                 | 20 февраля |
| 3       | Катрин Цеттель                                                    | Горнолыжный спорт (женщины, слалом)                         | 21 февраля |
| 4       | Бенджамин Карл                                                    | Сноуборд (мужчины, параллельный слалом)                     | 22 февраля |
| 5       | Кристоф Зуман Даниэль Мезотич Симон Эдер Доминик Ландертингер     | Биатлон (мужчины, эстафета)                                 | 22 февраля |

| Медали по видам спорта | Медали по видам спорта | Медали по видам спорта | Медали по видам спорта | Медали по видам спорта |
| ---------------------- | ---------------------- | ---------------------- | ---------------------- | ---------------------- |
| Вид спорта             | 1                      | 2                      | 3                      | Итого                  |
| Биатлон                | 0                      | 1                      | 1                      | 2                      |
| Горнолыжный спорт      | 3                      | 4                      | 2                      | 9                      |
| Лыжное двоеборье       | 0                      | 0                      | 1                      | 1                      |
| Прыжки с трамплина     | 0                      | 2                      | 0                      | 2                      |
| Санный спорт           | 0                      | 1                      | 0                      | 1                      |
| Сноуборд               | 1                      | 0                      | 1                      | 2                      |
| Всего                  | 4                      | 8                      | 5                      | 17                     |

| Медали по дням | Медали по дням | Медали по дням | Медали по дням | Медали по дням | Медали по дням | Медали по дням |
| -------------- | -------------- | -------------- | -------------- | -------------- | -------------- | -------------- |
| День           | Дата           | 1              | 2              | 3              | Итого          |                |
| День 1         | 8 февраля      | 0              | 1              | 0              | 1              |                |
| День 2         | 9 февраля      | 1              | 0              | 0              | 0              |                |
| День 3         | 10 февраля     | 0              | 1              | 0              | 1              |                |
| День 4         | 11 февраля     | 0              | 1              | 0              | 1              |                |
| День 5         | 12 февраля     | 0              | 1              | 0              | 0              |                |
| День 6         | 13 февраля     | 0              | 0              | 0              | 0              |                |
| День 7         | 14 февраля     | 0              | 0              | 0              | 0              |                |
| День 8         | 15 февраля     | 1              | 0              | 1              | 2              |                |
| День 9         | 16 февраля     | 0              | 0              | 0              | 0              |                |
| День 10        | 17 февраля     | 0              | 1              | 0              | 1              |                |
| День 11        | 18 февраля     | 0              | 1              | 0              | 1              |                |
| День 12        | 19 февраля     | 0              | 0              | 0              | 0              |                |
| День 13        | 20 февраля     | 0              | 0              | 1              | 1              |                |
| День 14        | 21 февраля     | 0              | 1              | 1              | 2              |                |
| День 15        | 22 февраля     | 2              | 1              | 2              | 5              |                |
| День 16        | 23 февраля     | 0              | 0              | 0              | 0              |                |
| Всего          | Всего          | 4              | 8              | 5              | 17             |                |

## Состав и результаты

### Биатлон
Мужчины (5 спортсменов)
| Соревнование         | Спортсмены                                                    | Стрельба | Время     | Место |
| -------------------- | ------------------------------------------------------------- | -------- | --------- | ----- |
| Спринт               | Доминик Ландертингер                                          | 0+0      | 24:34,8   | 2     |
| Спринт               | Симон Эдер                                                    | 0+0      | 24:47,2   | 7     |
| Спринт               | Кристоф Зуман                                                 | 0+0      | 25:25,5   | 20    |
| Спринт               | Даниэль Мезотич                                               | 0+2      | 26:06,6   | 38    |
| Гонка преследования  | Симон Эдер                                                    | 1+0+0+1  | 34:28,9   | 8     |
| Гонка преследования  | Доминик Ландертингер                                          | 0+0+1+2  | 34:37,5   | 10    |
| Гонка преследования  | Кристоф Зуман                                                 | 0+0+0+0  | 34:43,0   | 12    |
| Гонка преследования  | Даниэль Мезотич                                               | 1+0+1+1  | 36:23,4   | 37    |
| Индивидуальная гонка | Симон Эдер                                                    | 0+1+0+0  | 50:09,5   | 4     |
| Индивидуальная гонка | Доминик Ландертингер                                          | 0+0+0+0  | 50:14,2   | 5     |
| Индивидуальная гонка | Кристоф Зуман                                                 | 0+1+0+0  | 52:39,1   | 24    |
| Индивидуальная гонка | Даниэль Мезотич                                               | 2+0+1+0  | 53:53,3   | 40    |
| Масс-старт           | Доминик Ландертингер                                          | 1+0+0+1  | 43:32,8   | 7     |
| Масс-старт           | Симон Эдер                                                    | 1+1+1+1  | 44:30,7   | 16    |
| Масс-старт           | Кристоф Зуман                                                 | 1+2+1+0  | 45:39,0   | 27    |
| Эстафета             | Кристоф Зуман Даниэль Мезотич Симон Эдер Доминик Ландертингер | 0+7      | 1:12:45,7 | 3     |

Женщины (2 спортсмена)
| Соревнование         | Спортсмены          | Стрельба | Время   | Место |
| -------------------- | ------------------- | -------- | ------- | ----- |
| Спринт               | Лиза Тереза Хаузер  | 0+0      | 22:15,6 | 27    |
| Спринт               | Катарина Иннерхофер | 1+3      | 24:49,0 | 76    |
| Гонка преследования  | Лиза Тереза Хаузер  | 1+0+1+1  | 33:25,0 | 39    |
| Индивидуальная гонка | Катарина Иннерхофер | 1+1+1+1  | 48:28,3 | 28    |
| Индивидуальная гонка | Лиза Тереза Хаузер  | 0+0+0+1  | 48:56,4 | 36    |

Смешанная эстафета
| Соревнование       | Спортсмены                                                            | Стрельба | Время     | Место |
| ------------------ | --------------------------------------------------------------------- | -------- | --------- | ----- |
| Смешанная эстафета | Лиза Тереза Хаузер Катарина Иннерхофер Даниэль Мезотич Фридрих Пинтер | 1+7      | 1:12:34,8 | 9     |

### Бобслей
Мужчины
| Соревнование | Спортсмены                                                                | 1 заезд   | 1 заезд | 2 заезд   | 2 заезд | 3 заезд   | 3 заезд | 4 заезд               | 4 заезд               | Итоговый результат | Итоговое место |
| Соревнование | Спортсмены                                                                | Результат | Место   | Результат | Место   | Результат | Место   | Результат             | Место                 | Итоговый результат | Итоговое место |
| ------------ | ------------------------------------------------------------------------- | --------- | ------- | --------- | ------- | --------- | ------- | --------------------- | --------------------- | ------------------ | -------------- |
| Двойки       | Беньямин Майер Маркус Заммер                                              | 57,57     | 23      | 57,74     | 22      | 57,41     | 20      | Завершили выступление | Завершили выступление | 2:52,72            | 22             |
| Четвёрки     | Беньямин Майер Маркус Заммер Ангел Зомов Штефан Витхальм Себастьян Хёфлер | 56,25     | 23      | 56,11     | 21      | 56,27     | 23      | Завершили выступление | Завершили выступление | 2:48,63            | 21             |

Женщины
| Соревнование | Спортсмены                                      | 1 заезд   | 1 заезд | 2 заезд   | 2 заезд | 3 заезд   | 3 заезд | 4 заезд   | 4 заезд | Итоговый результат | Итоговое место |
| Соревнование | Спортсмены                                      | Результат | Место   | Результат | Место   | Результат | Место   | Результат | Место   | Итоговый результат | Итоговое место |
| ------------ | ----------------------------------------------- | --------- | ------- | --------- | ------- | --------- | ------- | --------- | ------- | ------------------ | -------------- |
| Двойки       | Кристина Хенгстер Виола Кляйзер Александра Тючи | 58,59     | 14      | 58,56     | 14      | 58,73     | 13      | 58,91     | 15      | 3:54,79            | 15             |

### Горнолыжный спорт
Мужчины
| Соревнование      | Спортсмены         | Скоростной спуск/ 1 спуск | Скоростной спуск/ 1 спуск | Слалом/ 2 спуск | Слалом/ 2 спуск | Всего   | Место |
| Соревнование      | Спортсмены         | Время                     | Место                     | Время           | Место           | Всего   | Место |
| ----------------- | ------------------ | ------------------------- | ------------------------- | --------------- | --------------- | ------- | ----- |
| Скоростной спуск  | Маттиас Майер      | Не проводится             | Не проводится             | Не проводится   | Не проводится   | 2:06,23 | 1     |
| Скоростной спуск  | Макс Франц         | Не проводится             | Не проводится             | Не проводится   | Не проводится   | 2:07,03 | 9     |
| Скоростной спуск  | Георг Штрайтбергер | Не проводится             | Не проводится             | Не проводится   | Не проводится   | 2:07,86 | 17    |
| Скоростной спуск  | Клаус Крёлль       | Не проводится             | Не проводится             | Не проводится   | Не проводится   | 2:08,50 | 22    |
| Суперкомбинация   | Маттиас Майер      | 1:53,61                   | 3                         | 53,85           | 20              | 2:47,46 | 13    |
| Суперкомбинация   | Ромед Бауман       | 1:55,36                   | 21                        | 52,23           | 9               | 2:47,59 | 14    |
| Суперкомбинация   | Отмар Штридингер   | 1:55,48                   | 22                        | 54,98           | 21              | 2:50,46 | 21    |
| Суперкомбинация   | Макс Франц         | 1:53,93                   | 5                         | DNF             | DNF             | DNF     | DNF   |
| Супергигант       | Отмар Штридингер   | Не проводится             | Не проводится             | Не проводится   | Не проводится   | 1:18,69 | 5     |
| Супергигант       | Макс Франц         | Не проводится             | Не проводится             | Не проводится   | Не проводится   | 1:18,74 | 6     |
| Супергигант       | Георг Штрайтбергер | Не проводится             | Не проводится             | Не проводится   | Не проводится   | 1:19,77 | 21    |
| Супергигант       | Маттиас Майер      | Не проводится             | Не проводится             | Не проводится   | Не проводится   | DNF     | DNF   |
| Гигантский слалом | Марсель Хиршер     | 1:22,47                   | 7                         | 1:23,76         | 5               | 2:46,23 | 4     |
| Гигантский слалом | Маттиас Майер      | 1:22,41                   | 4                         | 1:23,93         | 9               | 2:46,34 | 6     |
| Гигантский слалом | Бенджамин Райх     | 1:22,67                   | 13                        | 1:23,68         | 4               | 2:46,35 | 7     |
| Гигантский слалом | Филипп Шёргхофер   | 1:22,83                   | 15                        | 1:24,63         | 20              | 2:47,46 | 18    |
| Слалом            | Марио Матт         | 46,70                     | 1                         | 55,14           | 6               | 1:41,84 | 1     |
| Слалом            | Марсель Хиршер     | 47,98                     | 9                         | 54,14           | 2               | 1:42,12 | 2     |
| Слалом            | Райнфрид Хербст    | DNF                       | DNF                       | DNF             | DNF             | DNF     | DNF   |
| Слалом            | Бенджамин Райх     | DNF                       | DNF                       | DNF             | DNF             | DNF     | DNF   |

Женщины
| Соревнование      | Спортсмены         | Скоростной спуск/ 1 спуск | Скоростной спуск/ 1 спуск | Слалом/ 2 спуск | Слалом/ 2 спуск | Всего   | Место |
| Соревнование      | Спортсмены         | Время                     | Место                     | Время           | Место           | Всего   | Место |
| ----------------- | ------------------ | ------------------------- | ------------------------- | --------------- | --------------- | ------- | ----- |
| Скоростной спуск  | Николь Хосп        | Не проводится             | Не проводится             | Не проводится   | Не проводится   | 1:42,62 | 9     |
| Скоростной спуск  | Элизабет Гёргль    | Не проводится             | Не проводится             | Не проводится   | Не проводится   | 1:42,82 | 16    |
| Скоростной спуск  | Корнелия Хюттер    | Не проводится             | Не проводится             | Не проводится   | Не проводится   | 1:43,82 | 24    |
| Скоростной спуск  | Анна Феннингер     | Не проводится             | Не проводится             | Не проводится   | Не проводится   | DNF     | DNF   |
| Суперкомбинация   | Николь Хосп        | 1:43,95                   | 8                         | 51,07           | 4               | 2:35,02 | 2     |
| Суперкомбинация   | Михаэла Киргхассер | 1:45,72                   | 23                        | 50,69           | 2               | 2:36,41 | 7     |
| Суперкомбинация   | Анна Феннингер     | 1:43,67                   | 4                         | 52,77           | 14              | 2:36,44 | 8     |
| Суперкомбинация   | Элизабет Гёргль    | 1:43,89                   | 7                         | DNF             | DNF             | DNF     | DNF   |
| Супергигант       | Анна Феннингер     | Не проводится             | Не проводится             | Не проводится   | Не проводится   | 1:25,52 | 1     |
| Супергигант       | Николь Хосп        | Не проводится             | Не проводится             | Не проводится   | Не проводится   | 1:26,18 | 3     |
| Супергигант       | Регина Штерц       | Не проводится             | Не проводится             | Не проводится   | Не проводится   | 1:27,52 | 11    |
| Супергигант       | Элизабет Гёргль    | Не проводится             | Не проводится             | Не проводится   | Не проводится   | DNF     | DNF   |
| Гигантский слалом | Анна Феннингер     | 1:18,73                   | 4                         | 1:18,21         | 3               | 2:36,94 | 2     |
| Гигантский слалом | Элизабет Гёргль    | 1:19,84                   | 10                        | 1:19,80         | 22              | 2:39,64 | 11    |
| Гигантский слалом | Михаэла Киргхассер | 1:20,39                   | 13                        | 1:19,42         | 15              | 2:39,81 | 12    |
| Гигантский слалом | Катрин Цеттель     | 1:21,60                   | 25                        | 1:18,73         | 8               | 2:40,33 | 19    |
| Слалом            | Марлис Шильд       | 53,96                     | 6                         | 51,11           | 1               | 1:45,07 | 2     |
| Слалом            | Катрин Цеттель     | 54,00                     | 7                         | 51,35           | 2               | 1:45,35 | 3     |
| Слалом            | Бернадетт Шильд    | 53,41                     | 4                         | DNF             | DNF             | DNF     | DNF   |
| Слалом            | Михаэла Киргхассер | 54,06                     | 9                         | DNF             | DNF             | DNF     | DNF   |

### Конькобежный спорт
Женщины
Индивидуальные гонки
| Соревнование | Спортсмены      | 1 забег       | 1 забег       | 2 забег       | 2 забег       | Результат | Место |
| Соревнование | Спортсмены      | Результат     | Место         | Результат     | Место         | Результат | Место |
| ------------ | --------------- | ------------- | ------------- | ------------- | ------------- | --------- | ----- |
| 500 метров   | Ванесса Биттнер | 39,33         | 30            | 39,17         | 27            | 78,50     | 27    |
| 1000 метров  | Ванесса Биттнер | Не проводится | Не проводится | Не проводится | Не проводится | 1:17,937  | 24    |
| 1500 метров  | Ванесса Биттнер | Не проводится | Не проводится | Не проводится | Не проводится | 2:02,84   | 34    |
| 3000 метров  | Анна Рокита     | Не проводится | Не проводится | Не проводится | Не проводится | 4:16,43   | 22    |

### Лыжное двоеборье
| Соревнование        | Спортсмены                                               | Прыжки с трамплина | Прыжки с трамплина | Лыжная гонка | Лыжная гонка | Лыжная гонка | Итоговое время | Место |
| Соревнование        | Спортсмены                                               | Результат          | Место              | Гандикап     | Результат    | Место        | Итоговое время | Место |
| ------------------- | -------------------------------------------------------- | ------------------ | ------------------ | ------------ | ------------ | ------------ | -------------- | ----- |
| Нормальный трамплин | Кристоф Билер                                            | 121,9              | 11                 | +0:38        | 23:52,4      | 13           | 24:40,4        | 11    |
| Нормальный трамплин | Лукас Клапфер                                            | 124,0              | 5                  | +0:30        | 24:24,5      | 26           | 24:54,5        | 12    |
| Нормальный трамплин | Марио Штехер                                             | 114,6              | 23                 | +1:08        | 23:54,8      | 15           | 25:02,8        | 18    |
| Нормальный трамплин | Вильхельм Денифль                                        | 117,6              | 16                 | +0:56        | 24:10,4      | 24           | 25:06,4        | 19    |
| Большой трамплин    | Бернхард Грубер                                          | 123,4              | 3                  | +0:22        | 23:16,8      | 24           | 23:38,8        | 5     |
| Большой трамплин    | Лукас Клапфер                                            | 109,9              | 11                 | +1:16        | 23:03,7      | 16           | 24:19,7        | 15    |
| Большой трамплин    | Кристоф Билер                                            | 106,4              | 17                 | +1:30        | 23:03,9      | 17           | 24:33,9        | 17    |
| Большой трамплин    | Марио Штехер                                             | 104,0              | 23                 | +1:40        | 23:04,1      | 18           | 24:44,1        | 19    |
| Эстафета            | Лукас Клапфер Кристоф Билер Марио Штехер Бернхард Грубер | 476,3              | 2                  | +0:07        | 47:09,9      | 2            | 47:16,9        | 3     |

### Лыжные гонки
Мужчины
Дистанционные гонки
| Соревнование              | Спортсмены       | Результат | Место |
| ------------------------- | ---------------- | --------- | ----- |
| 15 км классическим стилем | Макс Хауке       | 43:23,4   | 57    |
| Скиатлон 15+15 км         | Йоханнес Дюрр    | 1:08:32,0 | 8     |
| Масс-старт 50 км          | Бернхард Тритшер | 1:47:51,7 | 24    |

Спринт
| Соревнование     | Спортсмены              | Квалификация  | Квалификация  | Четвертьфинал        | Четвертьфинал        | Четвертьфинал        | Полуфинал            | Полуфинал            | Полуфинал            | Финал                 | Финал                 | Итоговое место |
| Соревнование     | Спортсмены              | Результат     | Место         | Заезд                | Результат            | Место                | Заезд                | Результат            | Место                | Результат             | Место                 | Итоговое место |
| ---------------- | ----------------------- | ------------- | ------------- | -------------------- | -------------------- | -------------------- | -------------------- | -------------------- | -------------------- | --------------------- | --------------------- | -------------- |
| Спринт           | Бернхард Тритшер        | 3:32,60       | 8             | 5                    | 3:44,01              | 2                    | 2                    | 3:37,64              | 3                    | Завершил выступление  | Завершил выступление  | 7              |
| Спринт           | Харальд Вурм            | 3:37,18       | 24            | 2                    | 3:38,32              | 5                    | Завершил выступление | Завершил выступление | Завершил выступление | Завершил выступление  | Завершил выступление  | 23             |
| Спринт           | Макс Хауке              | 3:41,55       | 46            | Завершил выступление | Завершил выступление | Завершил выступление | Завершил выступление | Завершил выступление | Завершил выступление | Завершил выступление  | Завершил выступление  | 46             |
| Командный спринт | Харальд Вурм Макс Хауке | Не проводится | Не проводится | Не проводится        | Не проводится        | Не проводится        | 1                    | 25:01,23             | 8                    | Завершили выступление | Завершили выступление | 17             |

Женщины
Дистанционные гонки
| Соревнование              | Спортсмены                                                         | Результат | Место |
| ------------------------- | ------------------------------------------------------------------ | --------- | ----- |
| 10 км классическим стилем | Катержина Смутна                                                   | 30:13,6   | 22    |
| 10 км классическим стилем | Натали Шварц                                                       | 31:23,2   | 38    |
| 10 км классическим стилем | Вероника Майерхофер                                                | 31:59,6   | 47    |
| Скиатлон 7,5+7,5 км       | Тереза Штадлобер                                                   | 41:38,8   | 37    |
| Скиатлон 7,5+7,5 км       | Катержина Смутна                                                   | 42:32,8   | 46    |
| Масс-старт 30 км          | Тереза Штадлобер                                                   | 1:13:50,1 | 20    |
| Эстафета 4×5 км           | Катержина Смутна Натали Шварц Тереза Штадлобер Вероника Майерхофер | 57:04,7   | 13    |

Спринт
| Соревнование     | Спортсмены                        | Квалификация  | Квалификация  | Четвертьфинал         | Четвертьфинал         | Четвертьфинал         | Полуфинал             | Полуфинал             | Полуфинал             | Финал                 | Финал                 | Итоговое место |
| Соревнование     | Спортсмены                        | Результат     | Место         | Заезд                 | Результат             | Место                 | Заезд                 | Результат             | Место                 | Результат             | Место                 | Итоговое место |
| ---------------- | --------------------------------- | ------------- | ------------- | --------------------- | --------------------- | --------------------- | --------------------- | --------------------- | --------------------- | --------------------- | --------------------- | -------------- |
| Спринт           | Натали Шварц                      | 2:49,54       | 53            | Завершила выступление | Завершила выступление | Завершила выступление | Завершила выступление | Завершила выступление | Завершила выступление | Завершила выступление | Завершила выступление | 53             |
| Командный спринт | Катержина Смутна Тереза Штадлобер | Не проводится | Не проводится | Не проводится         | Не проводится         | Не проводится         | 2                     | 16:59,50              | 5                     | 16:49,16              | 9                     | 9              |

### Прыжки на лыжах с трамплина
Мужчины
| Соревнование                  | Спортсмены                                                        | Квалификация  | Квалификация  | Финал     | Финал    | Финал                | Финал                | Финал                | Финал                | Итоговое место |
| Соревнование                  | Спортсмены                                                        | Результат     | Место         | 1 прыжок  | 1 прыжок | 2 прыжок             | 2 прыжок             | Всего                | Место                | Итоговое место |
| Соревнование                  | Спортсмены                                                        | Результат     | Место         | Результат | Место    | Результат            | Место                | Всего                | Место                | Итоговое место |
| ----------------------------- | ----------------------------------------------------------------- | ------------- | ------------- | --------- | -------- | -------------------- | -------------------- | -------------------- | -------------------- | -------------- |
| Нормальный трамплин           | Томас Дитхарт                                                     | Не участвовал | Не участвовал | 132,6     | 5        | 125,7                | 9                    | 258,3                | 4                    | 4              |
| Нормальный трамплин           | Михаэль Хайбёк                                                    | 128,6         | 1             | 133,4     | 4        | 124,6                | 11                   | 258,0                | 5                    | 5              |
| Нормальный трамплин           | Грегор Шлиренцауэр                                                | Не участвовал | Не участвовал | 123,9     | 18       | 129,4                | 4                    | 253,3                | 11                   | 11             |
| Нормальный трамплин           | Томас Моргенштерн                                                 | 118,3         | 9             | 125,6     | 15       | 126,0                | 8                    | 251,6                | 14                   | 14             |
| Большой трамплин              | Грегор Шлиренцауэр                                                | Не участвовал | Не участвовал | 124,6     | 14       | 130,6                | 7                    | 255,2                | 7                    | 7              |
| Большой трамплин              | Михаэль Хайбёк                                                    | 124,8         | 1             | 127,3     | 9        | 127,4                | 9                    | 254,7                | 8                    | 8              |
| Большой трамплин              | Томас Дитхарт                                                     | Не участвовал | Не участвовал | 109,1     | 32       | Завершил выступление | Завершил выступление | Завершил выступление | Завершил выступление | 32             |
| Большой трамплин              | Томас Моргенштерн                                                 | 116,0         | 6             | 106,3     | 40       | Завершил выступление | Завершил выступление | Завершил выступление | Завершил выступление | 40             |
| Большой трамплин среди команд | Михаэль Хайбёк Томас Моргенштерн Томас Дитхарт Грегор Шлиренцауэр | Не проводится | Не проводится | 516,5     | 2        | 521,9                | 3                    | 1038,4               | 2                    | 2              |

Женщины
| Соревнование        | Спортсмены            | 1 прыжок  | 1 прыжок | 2 прыжок  | 2 прыжок | Всего | Место |
| Соревнование        | Спортсмены            | Результат | Место    | Результат | Место    | Всего | Место |
| ------------------- | --------------------- | --------- | -------- | --------- | -------- | ----- | ----- |
| Нормальный трамплин | Даниэла Ирашко-Штольц | 120,2     | 5        | 126,0     | 1        | 246,2 | 2     |
| Нормальный трамплин | Кьяра Хёлцль          | 102,5     | 25       | 104,6     | 23       | 207,1 | 25    |

### Санный спорт
Мужчины
| Соревнование | Спортсмены                      | 1 заезд   | 1 заезд | 2 заезд   | 2 заезд | 3 заезд       | 3 заезд       | 4 заезд       | 4 заезд       | Итоговый результат | Итоговое место |
| Соревнование | Спортсмены                      | Результат | Место   | Результат | Место   | Результат     | Место         | Результат     | Место         | Итоговый результат | Итоговое место |
| ------------ | ------------------------------- | --------- | ------- | --------- | ------- | ------------- | ------------- | ------------- | ------------- | ------------------ | -------------- |
| Одиночки     | Райнхард Эггер                  | 52,564    | 4       | 52,630    | 11      | 52,152        | 9             | 52,160        | 6             | 3:29,506           | 8              |
| Одиночки     | Вольфганг Киндль                | 52,586    | 5       | 52,714    | 13      | 52,145        | 8             | 52,218        | 12            | 3:29,663           | 9              |
| Одиночки     | Даниэль Пфистер                 | 52,925    | 16      | 52,802    | 14      | 52,306        | 13            | 52,243        | 13            | 3:30,276           | 15             |
| Двойки       | Андреас Лингер Вольфганг Лингер | 49,685    | 2       | 49,770    | 2       | Не проводится | Не проводится | Не проводится | Не проводится | 1:39,455           | 2              |
| Двойки       | Георг Фишлер Петер Пенц         | 49,793    | 3       | 54,252    | 19      | Не проводится | Не проводится | Не проводится | Не проводится | 1:44,045           | 19             |

Женщины
| Соревнование | Спортсмены        | 1 заезд   | 1 заезд | 2 заезд   | 2 заезд | 3 заезд   | 3 заезд | 4 заезд   | 4 заезд | Итоговый результат | Итоговое место |
| Соревнование | Спортсмены        | Результат | Место   | Результат | Место   | Результат | Место   | Результат | Место   | Итоговый результат | Итоговое место |
| ------------ | ----------------- | --------- | ------- | --------- | ------- | --------- | ------- | --------- | ------- | ------------------ | -------------- |
| Одиночки     | Мириам Кастлунгер | 51,622    | 24      | 50,795    | 13      | 51,139    | 18      | 51,109    | 16      | 3:24,665           | 17             |
| Одиночки     | Нина Райтмайер    | 51,225    | 20      | 51,143    | 20      | 51,614    | 22      | 51,174    | 17      | 3:25,156           | 20             |
| Одиночки     | Биргит Платцер    | 51,201    | 17      | 51,518    | 25      | 51,760    | 24      | 52,097    | 28      | 3:26,576           | 23             |

Смешанные команды
| Соревнование | Спортсмены                                                           | Женщины   | Женщины | Мужчины   | Мужчины | Двойки    | Двойки | Итоговый результат | Итоговое место |
| Соревнование | Спортсмены                                                           | Результат | Место   | Результат | Место   | Результат | Место  | Итоговый результат | Итоговое место |
| ------------ | -------------------------------------------------------------------- | --------- | ------- | --------- | ------- | --------- | ------ | ------------------ | -------------- |
| Эстафета     | Мириам Кастлунгер Вольфганг Киндль Андреас Лингер / Вольфганг Лингер | 55,596    | 8       | 56,434    | 7       | 56,447    | 2      | 2:48,477           | 7              |

### Скелетон
Мужчины
| Соревнование | Спортсмены           | 1 заезд   | 1 заезд | 2 заезд   | 2 заезд | 3 заезд   | 3 заезд | 4 заезд   | 4 заезд | Итоговый результат | Итоговое место |
| Соревнование | Спортсмены           | Результат | Место   | Результат | Место   | Результат | Место   | Результат | Место   | Итоговый результат | Итоговое место |
| ------------ | -------------------- | --------- | ------- | --------- | ------- | --------- | ------- | --------- | ------- | ------------------ | -------------- |
| Мужчины      | Маттиас Гуггенбергер | 57,70     | 17      | 57,12     | 14      | 57,24     | 13      | 56,94     | 9       | 3:49,00            | 14             |
| Мужчины      | Рафаэль Майер        | 57,83     | 18      | 57,51     | 18      | 57,95     | 22      | 57,57     | 17      | 3:50,86            | 19             |

Женщины
| Соревнование | Спортсмены | 1 заезд   | 1 заезд | 2 заезд   | 2 заезд | 3 заезд   | 3 заезд | 4 заезд   | 4 заезд | Итоговый результат | Итоговое место |
| Соревнование | Спортсмены | Результат | Место   | Результат | Место   | Результат | Место   | Результат | Место   | Итоговый результат | Итоговое место |
| ------------ | ---------- | --------- | ------- | --------- | ------- | --------- | ------- | --------- | ------- | ------------------ | -------------- |
| Женщины      | Янина Флок | 59,47     | 13      | 59,39     | 13      | 58,61     | 8       | 58,56     | 14      | 3:56,03            | 9              |

### Сноуборд
Слоупстайл
| Соревнование | Спортсмены           | Квалификация | Квалификация | Квалификация | Квалификация | Полуфинал      | Полуфинал      | Полуфинал      | Финал                | Финал                | Финал                | Итоговое место |
| Соревнование | Спортсмены           | Заезд        | 1 спуск      | 2 спуск      | Место        | 1 спуск        | 2 спуск        | Место          | 1 спуск              | 2 спуск              | Место                | Итоговое место |
| ------------ | -------------------- | ------------ | ------------ | ------------ | ------------ | -------------- | -------------- | -------------- | -------------------- | -------------------- | -------------------- | -------------- |
| Мужчины      | Клеменс Шаттшнойдер  | 2            | 90,00        | 24,25        | 6            | 29,50          | 26,25          | 17             | Завершил выступление | Завершил выступление | Завершил выступление | 25             |
| Мужчины      | Маттиас Вайссенбахер | 1            | 18,00        | 28,75        | 14           | 14,00          | 28,50          | 18             | Завершил выступление | Завершил выступление | Завершил выступление | 26             |
| Мужчины      | Адриан Крайнер       | 2            | 24,25        | 16,00        | 14           | DNS            | DNS            | DNS            | Завершил выступление | Завершил выступление | Завершил выступление | 29             |
| Женщины      | Анна Гассер          | 2            | 89,50        | 95,50        | 1            | Не участвовала | Не участвовала | Не участвовала | 49,00                | 51,75                | 10                   | 10             |

Бордеркросс
| Соревнование | Спортсмены          | Квалификация  | Квалификация  | 1/8 финала    | 1/8 финала    | Четвертьфинал        | Четвертьфинал        | Полуфинал             | Полуфинал             | Финал                 | Финал                 | Итоговое место |
| Соревнование | Спортсмены          | Результат     | Место         | Заезд         | Место         | Заезд                | Место                | Заезд                 | Место                 | Название              | Место                 | Итоговое место |
| ------------ | ------------------- | ------------- | ------------- | ------------- | ------------- | -------------------- | -------------------- | --------------------- | --------------------- | --------------------- | --------------------- | -------------- |
| Мужчины      | Ханно Доушан        | Не проводится | Не проводится | 6             | 2             | 3                    | 3                    | 2                     | DSQ                   | Малый                 | 4                     | 10             |
| Мужчины      | Алессандро Хеммерле | Не проводится | Не проводится | 4             | 2             | 2                    | 5                    | Завершил выступление  | Завершил выступление  | Завершил выступление  | Завершил выступление  | 17             |
| Мужчины      | Маркус Шайрер       | Не проводится | Не проводится | 8             | DNF           | Завершил выступление | Завершил выступление | Завершил выступление  | Завершил выступление  | Завершил выступление  | Завершил выступление  | 33             |
| Женщины      | Сюзанна Молл        | 1:25,43       | 21            | Не проводится | Не проводится | 2                    | 3                    | 1                     | DSQ                   | Малый                 | DNS                   | 12             |
| Женщины      | Мария Рамбергер     | 1:24,45       | 17            | Не проводится | Не проводится | 1                    | 5                    | Завершила выступление | Завершила выступление | Завершила выступление | Завершила выступление | 19             |

Параллельный гигантский слалом
| Соревнование | Спортсмены         | Квалификация | Квалификация | Квалификация | Квалификация | 1/8 финала               | Четвертьфинал         | Полуфинал             | Финал                   | Место |
| Соревнование | Спортсмены         | 1 спуск      | 2 спуск      | Всего        | Место        | Соперник Результат       | Соперник Результат    | Соперник Результат    | Соперник Результат      | Место |
| ------------ | ------------------ | ------------ | ------------ | ------------ | ------------ | ------------------------ | --------------------- | --------------------- | ----------------------- | ----- |
| Мужчины      | Андреас Проммеггер | 49,32        | 50,44        | 1:39,76      | 16           | RUSА. Соболев В −1,61    | SLOЖ. Кошиp П +0,53   | Завершил выступление  | Завершил выступление    | 8     |
| Мужчины      | Бенджамин Карл     | 49,41        | 48,03        | 1:37,44      | 5            | SUIН. Гальмарини П +0,10 | Завершил выступление  | Завершил выступление  | Завершил выступление    | 10    |
| Мужчины      | Антон Унтеркофлер  | 51,47        | 49,57        | 1:41,04      | 22           | Завершил выступление     | Завершил выступление  | Завершил выступление  | Завершил выступление    | 22    |
| Мужчины      | Лукас Матиес       | DSQ          | DSQ          | DSQ          | DSQ          | Завершил выступление     | Завершил выступление  | Завершил выступление  | Завершил выступление    | —     |
| Женщины      | Ина Мешик          | 54,94        | 56,38        | 1:51,32      | 13           | NEDН. Сауэрбрей В −0,05  | CANМ. Лисон В −0,30   | JPNТ. Такэути П DSQ   | За 3-е место            | 4     |
| Женщины      | Ина Мешик          | 54,94        | 56,38        | 1:51,32      | 13           | NEDН. Сауэрбрей В −0,05  | CANМ. Лисон В −0,30   | JPNТ. Такэути П DSQ   | RUSА. Заварзина П +0,82 | 4     |
| Женщины      | Клаудия Риглер     | 54,58        | 54,04        | 1:48,62      | 7            | CZEЭ. Ледецкая П +0,49   | Завершила выступление | Завершила выступление | Завершила выступление   | 11    |
| Женщины      | Марион Крайнер     | 57,10        | 55,30        | 1:52,40      | 20           | Завершила выступление    | Завершила выступление | Завершила выступление | Завершила выступление   | 20    |
| Женщины      | Юлия Дуймовиц      | 59,98        | DSQ          | 59,98        | 29           | Завершила выступление    | Завершила выступление | Завершила выступление | Завершила выступление   | 29    |

Параллельный слалом
| Соревнование | Спортсмены         | Квалификация | Квалификация | Квалификация | Квалификация | 1/8 финала               | Четвертьфинал            | Полуфинал                | Финал                  | Место |
| Соревнование | Спортсмены         | 1 спуск      | 2 спуск      | Всего        | Место        | Соперник Результат       | Соперник Результат       | Соперник Результат       | Соперник Результат     | Место |
| ------------ | ------------------ | ------------ | ------------ | ------------ | ------------ | ------------------------ | ------------------------ | ------------------------ | ---------------------- | ----- |
| Мужчины      | Бенджамин Карл     | 30,14        | 28,81        | 58,95        | 4            | AUTА. Проммеггер В −0,19 | GERП. Бусслер В −0,15    | RUSВ. Уайлд П +0,04      | За 3-е место           | 3     |
| Мужчины      | Бенджамин Карл     | 30,14        | 28,81        | 58,95        | 4            | AUTА. Проммеггер В −0,19 | GERП. Бусслер В −0,15    | RUSВ. Уайлд П +0,04      | ITAА. Марк В −16,25    | 3     |
| Мужчины      | Лукас Матиес       | 29,45        | 29,48        | 58,93        | 3            | GERШ. Баумайстер В −0,45 | ITAА. Марк П +0,29       | Завершил выступление     | Завершил выступление   | 5     |
| Мужчины      | Андреас Проммеггер | 29,32        | 30,26        | 59,58        | 13           | AUTБ. Карл П +0,19       | Завершил выступление     | Завершил выступление     | Завершил выступление   | 13    |
| Мужчины      | Антон Унтеркофлер  | 29,70        | 30,10        | 59,80        | 17           | Завершил выступление     | Завершил выступление     | Завершил выступление     | Завершил выступление   | 17    |
| Женщины      | Юлия Дуймовиц      | 32,05        | 32,28        | 1:04,33      | 5            | RUSА. Заварзина В −0,24  | SUIЖ. Цогг В DSQ         | ITAК. Боккаччини В −5,18 | GERА. Карстенс В −0,12 | 1     |
| Женщины      | Марион Крайнер     | 32,25        | 31,33        | 1:03,58      | 1            | RUSЕ. Тудегешева В −6,04 | ITAК. Боккаччини П +0,05 | Завершил выступление     | Завершил выступление   | 5     |
| Женщины      | Ина Мешик          | 32,98        | 32,17        | 1:05,15      | 11           | GERИ. Лабёк В −0,24      | GERА. Кобер П +0,01      | Завершил выступление     | Завершил выступление   | 8     |
| Женщины      | Клаудия Риглер     | 32,01        | 33,13        | 1:05,14      | 9            | ITAК. Боккаччини П +2,78 | Завершил выступление     | Завершил выступление     | Завершил выступление   | 12    |

### Фигурное катание
| Соревнование              | Спортсмены                    | Короткая программа | Короткая программа | Произвольная программа | Произвольная программа | Всего        | Всего |
| Соревнование              | Спортсмены                    | Сумма баллов       | Место              | Сумма баллов           | Место                  | Сумма баллов | Место |
| ------------------------- | ----------------------------- | ------------------ | ------------------ | ---------------------- | ---------------------- | ------------ | ----- |
| Мужское одиночное катание | Виктор Пфайфер                | 56,60              | 26                 | Завершил выступление   | Завершил выступление   | 56,60        | 26    |
| Женское одиночное катание | Керстин Франк                 | 48,00              | 26                 | Завершила выступление  | Завершила выступление  | 48,00        | 26    |
| Парное катание            | Мириам Циглер / Северин Кифер | 49,62              | 17                 | Завершили выступление  | Завершили выступление  | 49,62        | 17    |

### Фристайл
Ски-кросс
| Соревнование | Спортсмены          | Квалификация | Квалификация | 1/8 финала | 1/8 финала | Четвертьфинал         | Четвертьфинал         | Полуфинал             | Полуфинал             | Финал                 | Финал                 | Итоговое место |
| Соревнование | Спортсмены          | Результат    | Место        | Заезд      | Место      | Заезд                 | Место                 | Заезд                 | Место                 | Название              | Место                 | Итоговое место |
| ------------ | ------------------- | ------------ | ------------ | ---------- | ---------- | --------------------- | --------------------- | --------------------- | --------------------- | --------------------- | --------------------- | -------------- |
| Мужчины      | Андреас Матт        | 1:17,55      | 12           | 3          | 1          | 2                     | 4                     | Завершил выступление  | Завершил выступление  | Завершил выступление  | Завершил выступление  | 14             |
| Мужчины      | Кристоф Варштёттер  | 1:17,72      | 14           | 5          | 3          | Завершил выступление  | Завершил выступление  | Завершил выступление  | Завершил выступление  | Завершил выступление  | Завершил выступление  | 20             |
| Мужчины      | Патрик Коллер       | 1:19,12      | 28           | 3          | 3          | Завершил выступление  | Завершил выступление  | Завершил выступление  | Завершил выступление  | Завершил выступление  | Завершил выступление  | 24             |
| Мужчины      | Томас Цангерль      | 1:17,72      | 15           | 8          | 4          | Завершил выступление  | Завершил выступление  | Завершил выступление  | Завершил выступление  | Завершил выступление  | Завершил выступление  | 27             |
| Женщины      | Катрин Офнер        | 1:24,10      | 13           | 4          | 2          | 2                     | 1                     | 1                     | 3                     | Малый                 | 2                     | 6              |
| Женщины      | Андера Лимбахер     | 1:26,88      | 23           | 7          | 3          | Завершила выступление | Завершила выступление | Завершила выступление | Завершила выступление | Завершила выступление | Завершила выступление | 22             |
| Женщины      | Кристина Штойдингер | 1:28,30      | 24           | 2          | 3          | Завершила выступление | Завершила выступление | Завершила выступление | Завершила выступление | Завершила выступление | Завершила выступление | 23             |

Слоупстайл
| Соревнование | Спортсмены    | Квалификация | Квалификация | Квалификация | Финал                 | Финал                 | Финал                 | Итоговое место |
| Соревнование | Спортсмены    | 1 заезд      | 2 заезд      | Место        | 1 заезд               | 2 заезд               | Место                 | Итоговое место |
| ------------ | ------------- | ------------ | ------------ | ------------ | --------------------- | --------------------- | --------------------- | -------------- |
| Женщины      | Филомена Бейр | 57,60        | 20,00        | 16           | Завершила выступление | Завершила выступление | Завершила выступление | 16             |

Ски-хафпайп
| Соревнование | Спортсмены    | Квалификация | Квалификация | Квалификация | Финал                | Финал                | Финал                | Итоговое место |
| Соревнование | Спортсмены    | 1 заезд      | 2 заезд      | Место        | 1 заезд              | 2 заезд              | Место                | Итоговое место |
| ------------ | ------------- | ------------ | ------------ | ------------ | -------------------- | -------------------- | -------------------- | -------------- |
| Мужчины      | Марко Ланднер | 56,60        | 58,60        | 19           | Завершил выступление | Завершил выступление | Завершил выступление | 19             |
| Мужчины      | Андреас Голь  | 54,80        | 22,80        | 20           | Завершил выступление | Завершил выступление | Завершил выступление | 20             |

### Хоккей
Мужская сборная Австрии впервые с 2002 года выступала на хоккейном турнире Олимпийских игр. Она завоевала это право победив в группе D финальной квалификации.

#### Мужчины
Состав
| Номер | Имя                   | Позиция    | Хват   | Рост, см | Вес, кг | Дата рождения | Клуб                |
| ----- | --------------------- | ---------- | ------ | -------- | ------- | ------------- | ------------------- |
| 4     | Герхард Унтерлуггауэр | защитник   | левый  | 177      | 93      | 15.08.1976    | Филлах              |
| 5     | Томас Раффль          | нападающий | левый  | 193      | 103     | 19.01.1986    | Ред Булл Зальцбург  |
| 7     | Штефан Ульмер         | защитник   | правый | 175      | 80      | 01.12.1990    | Лугано              |
| 10    | Даниэль Оберкофлер    | нападающий | левый  | 183      | 74      | 16.07.1988    | Блэк Уингз Линц     |
| 12    | Михаэль Раффль        | нападающий | левый  | 187      | 93      | 01.12.1988    | Филадельфия Флайерз |
| 14    | Андреас Нодль         | нападающий | левый  | 187      | 90      | 28.02.1987    | Ред Булл Зальцбург  |
| 15    | Мануэль Латуза        | нападающий | левый  | 182      | 89      | 23.01.1984    | Ред Булл Зальцбург  |
| 18    | Томас Кох (А)         | нападающий | левый  | 173      | 78      | 17.08.1983    | Клагенфурт          |
| 20    | Даниэль Вельзер       | нападающий | левый  | 180      | 86      | 16.02.1983    | Ред Булл Зальцбург  |
| 22    | Томас Пёк             | защитник   | левый  | 184      | 94      | 02.12.1981    | Клагенфурт          |
| 24    | Матиас Ланге          | вратарь    | левый  | 178      | 82      | 13.04.1985    | Изерлон Рустерс     |
| 25    | Маттиас Иберер        | нападающий | левый  | 188      | 100     | 29.04.1985    | Блэк Уингз Линц     |
| 26    | Томас Ванек (К)       | нападающий | правый | 187      | 95      | 19.01.1984    | Нью-Йорк Айлендерс  |
| 27    | Томас Хундертпфунд    | нападающий | левый  | 190      | 95      | 14.12.1989    | Тимро               |
| 29    | Бернхард Штаркбаум    | вратарь    | левый  | 186      | 93      | 19.02.1986    | Брюнес              |
| 30    | Рене Светте           | вратарь    | левый  | 183      | 83      | 21.08.1988    | Клагенфурт          |
| 40    | Михаэль Грабнер       | нападающий | левый  | 186      | 85      | 05.10.1987    | Нью-Йорк Айлендерс  |
| 41    | Марио Альтманн        | защитник   | левый  | 193      | 98      | 04.11.1986    | Филлах              |
| 48    | Флориан Иберер        | защитник   | левый  | 185      | 95      | 07.12.1982    | Клагенфурт          |
| 51    | Маттиас Траттниг (А)  | защитник   | левый  | 185      | 96      | 22.04.1979    | Ред Булл Зальцбург  |
| 55    | Роберт Лукас          | защитник   | левый  | 177      | 84      | 29.08.1978    | Блэк Уингз Линц     |
| 64    | Андре Лакос           | защитник   | правый | 201      | 108     | 29.07.1979    | Виенна Кэпиталз     |
| 77    | Брайан Леблер         | нападающий | левый  | 192      | 100     | 16.07.1988    | Блэк Уингз Линц     |
| 89    | Рафаэль Хербургер     | нападающий | левый  | 178      | 77      | 02.01.1989    | Биль                |
| 91    | Оливер Зетцингер      | нападающий | левый  | 184      | 95      | 11.07.1983    | Лозанна             |

По данным: IIHF.com и Eliteprospects.com
Предварительный раунд
|  | Команды, выходящие в четвертьфинал         |
|  | Команды, выходящие в квалификацию плей-офф |

Группа B
| М | Сборная   | И | В | ВО | ПО | П | ШЗ | ШП | РШ | О |
| - | --------- | - | - | -- | -- | - | -- | -- | -- | - |
| 1 | Канада    | 3 | 2 | 1  | 0  | 0 | 11 | 2  | +9 | 8 |
| 2 | Финляндия | 3 | 2 | 0  | 1  | 0 | 15 | 7  | +8 | 7 |
| 3 | Австрия   | 3 | 1 | 0  | 0  | 2 | 7  | 15 | −8 | 3 |
| 4 | Норвегия  | 3 | 0 | 0  | 0  | 3 | 3  | 12 | −9 | 0 |

Время местное (UTC+4).
| 13 февраля 2014 12:00 | Финляндия | 8 : 4 (4:2, 2:0, 2:2) | Австрия | Ледовый дворец «Большой», Сочи Зрителей: 5664 |

| Отчёт | Отчёт                                         | Отчёт | Отчёт                            | Отчёт                           |
| --- | --------------------------------------------- | --- | -------------------------------- | ------------------------------- |
| |                                               | |                                  |                                 |
| | Туукка Раск — 00:00-60:00                     | Вратари | 00:00-60:00 — Бернхард Штаркбаум | Судьи: Даниэль Пихачек Иан Уолш |
| | Голы:                                         | |                                  | Судьи: Даниэль Пихачек Иан Уолш |
| Микаэль Гранлунд — 05:15 (Т. Селянне, С. Ватанен) Сами Леписто — 11:23 (Ю. Йокинен, Т. Рууту) Олли Мяяття — 19:25 (О. Йокинен) Яркко Иммонен — 19:33 (Й. Лехтеря, О. Вяанянен) Юсси Йокинен — 21:43 (П. Контиола) Петри Контиола — 32:10 (М. Гранлунд) Яркко Иммонен (бол.) — 51:25 (А. Барков, С. Ватанен) Микаэль Гранлунд (бол.) — 58:25 (К. Тимонен, С. Ватанен) | 0:1 :1 1:2 :2 3:2 4:2 5:2 6:2 6:3 7:3 7:4 8:4 | 00:36 — Михаэль Грабнер (М. Раффль) 09:19 — Томас Хундертпфунд (Т. Ванек, О. Зетцингер) 41:29 — Михаэль Грабнер (М. Раффль, Б. Леблер) 54:22 — Михаэль Грабнер (М. Траттниг, Б. Леблер) |                                  | Судьи: Даниэль Пихачек Иан Уолш |
| |                                               | |                                  | Судьи: Даниэль Пихачек Иан Уолш |
| |                                               | |                                  | Судьи: Даниэль Пихачек Иан Уолш |
| |                                               | |                                  | Судьи: Даниэль Пихачек Иан Уолш |
| 4 мин | Штраф                                         | 10 мин |                                  | Судьи: Даниэль Пихачек Иан Уолш |
| |                                               | |                                  |                                 |
| | 52                                            | Броски | 20                               |                                 |

| 14 февраля 2014 21:00 | Канада | 6 : 0 (2:0, 4:0, 0:0) | Австрия | Ледовый дворец «Большой», Сочи Зрителей: 8969 |

| Отчёт | Отчёт                        | Отчёт   | Отчёт                                                       | Отчёт                                 |
| --- | ---------------------------- | ------- | ----------------------------------------------------------- | ------------------------------------- |
| |                              |         |                                                             |                                       |
| | Роберто Люонго — 00:00-60:00 | Вратари | 00:00-40:00 — Бернхард Штаркбаум 40:00-60:00 — Матиас Ланге | Судьи: Дэйв Джексон Константин Оленин |
| | Голы:                        |         |                                                             | Судьи: Дэйв Джексон Константин Оленин |
| Дрю Даути — 05:24 (Дж. Тэйвз) Ши Уэбер — 10:12 (К. Перри, Р. Гецлаф) Джефф Картер — 22:39 (П. Марло, С. Кросби) Джефф Картер — 24:09 (П. Марло, А. Пьетранджело) Джефф Картер — 34:33 (П. Марло, Ш. Уэбер) Райан Гецлаф (мен.) — 36:48 | 1:0 2:0 3:0 4:0 5:0 6:0      |         |                                                             | Судьи: Дэйв Джексон Константин Оленин |
| |                              |         |                                                             | Судьи: Дэйв Джексон Константин Оленин |
| |                              |         |                                                             | Судьи: Дэйв Джексон Константин Оленин |
| |                              |         |                                                             | Судьи: Дэйв Джексон Константин Оленин |
| 8 мин | Штраф                        | 2 мин   |                                                             | Судьи: Дэйв Джексон Константин Оленин |
| |                              |         |                                                             |                                       |
| | 46                           | Броски  | 23                                                          |                                       |

| 16 февраля 2014 12:00 | Австрия | 3 : 1 (2:0, 0:1, 1:0) | Норвегия | Ледовый дворец «Большой», Сочи Зрителей: 6882 |

| Отчёт | Отчёт                      | Отчёт                                | Отчёт                     | Отчёт                            |
| --- | -------------------------- | ------------------------------------ | ------------------------- | -------------------------------- |
| |                            |                                      |                           |                                  |
| | Матиас Ланге — 00:00-60:00 | Вратари                              | 00:00-59:12 — Ларс Хауген | Судьи: Владимир Шиндлер Иан Уолш |
| | Голы:                      |                                      |                           | Судьи: Владимир Шиндлер Иан Уолш |
| Михаэль Грабнер — 04:27 (Т. Пёк, Р. Лукас) Михаэль Раффль (бол.) — 06:52 (М. Грабнер) Михаэль Грабнер — 58:23 (Д. Вельзер) | 1:0 2:0 2:1 3:1            | 28:05 — Пер-Оге Скрёдер (П. Торесен) |                           | Судьи: Владимир Шиндлер Иан Уолш |
| |                            |                                      |                           | Судьи: Владимир Шиндлер Иан Уолш |
| |                            |                                      |                           | Судьи: Владимир Шиндлер Иан Уолш |
| |                            |                                      |                           | Судьи: Владимир Шиндлер Иан Уолш |
| 12 мин | Штраф                      | 8 мин                                |                           | Судьи: Владимир Шиндлер Иан Уолш |
| |                            |                                      |                           |                                  |
| | 27                         | Броски                               | 35                        |                                  |

Квалификация плей-офф
Время местное (UTC+4).
| 18 февраля 2014 12:00 | Словения | 4 : 0 (2:0, 1:0, 1:0) | Австрия | Ледовый дворец «Большой», Сочи Зрителей: 6821 |

| Отчёт | Отчёт                        | Отчёт   | Отчёт                                   | Отчёт                                |
| --- | ---------------------------- | ------- | --------------------------------------- | ------------------------------------ |
| |                              |         |                                         |                                      |
| | Роберт Кристан — 00:00-60:00 | Вратари | 00:00-56:40 — Маттиас Ланге 57:02-60:00 | Судьи: Дэйв Джексон Владимир Шиндлер |
| | Голы:                        |         |                                         | Судьи: Дэйв Джексон Владимир Шиндлер |
| Анже Копитар (бол.) — 05:29 (Ж. Еглич, М. Родман) Ян Урбас (мен.) — 11:57 (С. Ковачевич) Сабахудин Ковачевич — 23:21 (Д. Родман, Я. Муркаш) Ян Муршак (п.в.) — 57:02 (Д. Родман) | 1:0 2:0 3:0 4:0              |         |                                         | Судьи: Дэйв Джексон Владимир Шиндлер |
| |                              |         |                                         | Судьи: Дэйв Джексон Владимир Шиндлер |
| |                              |         |                                         | Судьи: Дэйв Джексон Владимир Шиндлер |
| |                              |         |                                         | Судьи: Дэйв Джексон Владимир Шиндлер |
| 6 мин | Штраф                        | 10 мин  |                                         | Судьи: Дэйв Джексон Владимир Шиндлер |
| |                              |         |                                         |                                      |
| | 35                           | Броски  | 30                                      |                                      |

### Шорт-трек
Женщины
| Соревнование | Спортсмены      | Отборочный раунд | Отборочный раунд | Отборочный раунд | Четвертьфинал         | Четвертьфинал         | Четвертьфинал         | Полуфинал             | Полуфинал             | Полуфинал             | Финал                 | Финал                 | Финал                 | Итоговое место |
| Соревнование | Спортсмены      | Забег            | Результат        | Место            | Забег                 | Результат             | Место                 | Забег                 | Результат             | Место                 | Название              | Результат             | Место                 | Итоговое место |
| ------------ | --------------- | ---------------- | ---------------- | ---------------- | --------------------- | --------------------- | --------------------- | --------------------- | --------------------- | --------------------- | --------------------- | --------------------- | --------------------- | -------------- |
| 500 метров   | Вероника Виндиш | 8                | 44,586           | 3                | Завершила выступление | Завершила выступление | Завершила выступление | Завершила выступление | Завершила выступление | Завершила выступление | Завершила выступление | Завершила выступление | Завершила выступление | 21             |
| 1000 метров  | Вероника Виндиш | 8                | 1:36,018         | 2                | 2                     | 1:30,017              | 5                     | Завершила выступление | Завершила выступление | Завершила выступление | Завершила выступление | Завершила выступление | Завершила выступление | 15             |
| 1500 метров  | Вероника Виндиш | 6                | 2:23,042         | 3                | Не проводится         | Не проводится         | Не проводится         | 3                     | 2:23,241              | 4                     | B                     | 2:26,296              | 6                     | 11             |